# John George Corry Wood
Pour les articles homonymes, voir John Wood et Wood.
John George Corry Wood (29 juin 1869-28 décembre 1943) est un homme politique canadien de la Colombie-Britannique. Il est député provincial du conservateur pour la circonscription britanno-colombienne d'Alberni de 1912 à 1916.

## Biographie
Né à Londres au Royaume-Uni, Wood s'installe avec sa famille au Canada en 1871. Il repart étudier à Londres pour revenir au Canada en 1889.
Wood meurt à Victoria. 